# Biljana Dudova
Biljana Živkova Dudova (in bulgaro Биляна Живкова Дудова?; Samokov, 1º agosto 1997) è una lottatrice bulgara, specializzata nella lotta libera.

## Vita privata
Nel maggio 2019 Biljana Dudova ha tentato di suicidarsi.
Ha rappresentato la Bulgaria ai Giochi olimpici estivi di Parigi 2024, dove è stato estromessa dal tabellone principale del torneo dei -62 kg dall'ucraina Iryna Koljadenko; ai ripescaggi è stata sconfitta in semifinale dalla mongola Pürevdorjiin Orkhon.

## Palmarès
- Mondiali

Budapest 2018: argento nei 57 kg.
Oslo 2021: oro nei 59 kg.
- Europei

Novi Sad 2017: oro nei 55 kg.
Kaspijsk 2018: oro nei 57 kg.
Bucarest 2019: oro nei 59 kg.
Roma 2020: argento nei 59 kg.
Varsavia 2021: oro nei 59 kg.
Zagabria 2023: bronzo nei 62 kg.
- Europei U23

Instanbul 2018: oro nei 59 kg.